# Froha
Froha là một đô thị thuộc tỉnh Mascara, Algérie. Dân số thời điểm năm 2002 là 11.969 người.